# Drupi
Giampiero Anelli (Pavía, 10 de agosto de 1947), más conocido como Drupi, es un cantante italiano.

## Biografía
Drupi hizo su debut artísticao en 1970, cuando la publicación su primer sencillo para el Ariston Documentos, que tiene la canción Che ti costa y Plenilunio d'agosto (este con la última de las citas musicales Beethoven, como líder del grupo Le Calamite.
En 1972 Recordar Momentos, que lo hace participar en el Festival de San Remo en 1973 con la canción Vado via se clasifica de último, pero la pieza triunfa en ventas, no sólo en Italia.
Su consagración como intérprete, en Europa, proviene de una serie de éxitos a mediados de los años 70: Sereno è (1974), Piccola e fragile (1975), Due (que ganó el Festival de San Remo), 1975, Sambario (Festival de San Remo 1976). En 1978 publicar la canción Paese, que se convierte en el símbolo en la final del el domingo (edición de 1978/1979.
En 1982 obtiene el tercer puesto del Festival de San Remo con Soli. Después de dos años aún tendrá un excelente éxito con Regalami un sorriso, presentado también al Festival de San Remo.
Las últimas apariciones en San Remo fueron con Era bella davvero del 1988, Un uomo in più del 1992 y Voglio una donna del 1995.
Drupi vive en Austria desde 2010. Su nombre artístico es una referencia en italiano al personaje de Tex Avery, Droopy.